# Moek
Moek was de naam van een volksmuziekgroep uit Zeilberg, die plaatselijk en provinciaal veel bekendheid verwierf. De groep bestond tussen 1974 en 1985. Er was een sterke band met de provinciale omroep, Omroep Brabant.
Het woord moek is dialect voor mist, en het doel van deze volksmuziekgroep was dan ook, om oude liedjes uit de regio opnieuw te zingen en te spelen en daarmee te voorkomen, dat zij (in de mist) zouden verdwijnen. De groep had daarmee een inspirerende werking op andere groepen uit de regio, die Moeks voorbeeld volgden en in het dialect gingen zingen.
De liedjes van Moek werden vanaf 1983 gepubliceerd in het blad d'n Uijtbeijndel, het tijdschrift van Heemkundekring H.N. Ouwerling uit Deurne.
De bezetting van de groep was als volgt:
- Jan van Ooij
- Cor van Bussel
- Frans Knapen
- Toon Manders
- Riek Manders - van Kuijlenburg
- Lies Rakels - van Heuven

## Discografie;lp's
- 1978 : Brabant (onder het label Xiiovox)
- 1981 : Moek

## Discografie; bijdragen aan andere muziekdragers
- 1981 : bijdrage aan Omroep Brabant jubileert
- onbekend : bijdragen aan de cd's van Brabants Bontste